# Zelfbediening

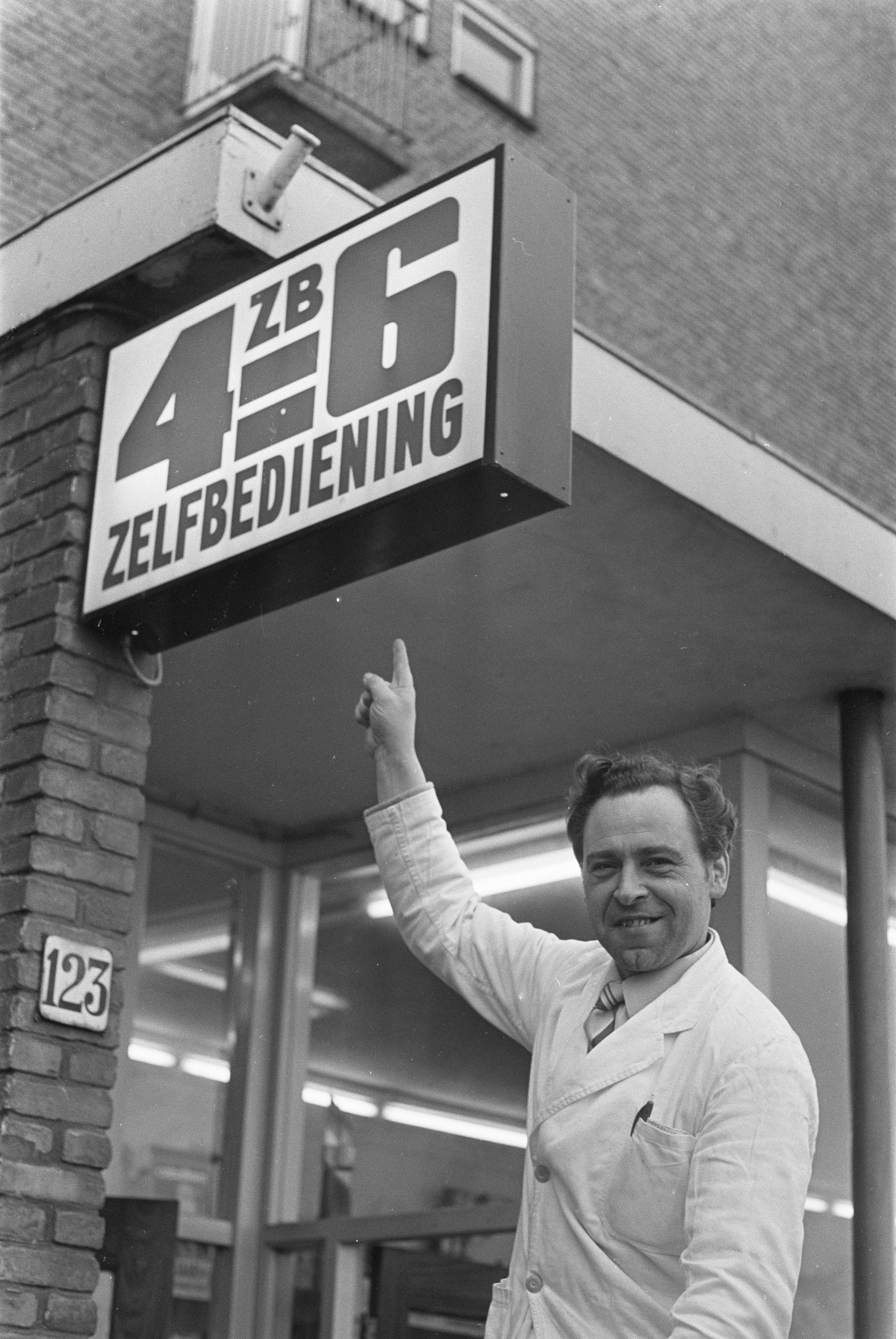
Zelfbedieningswinkel

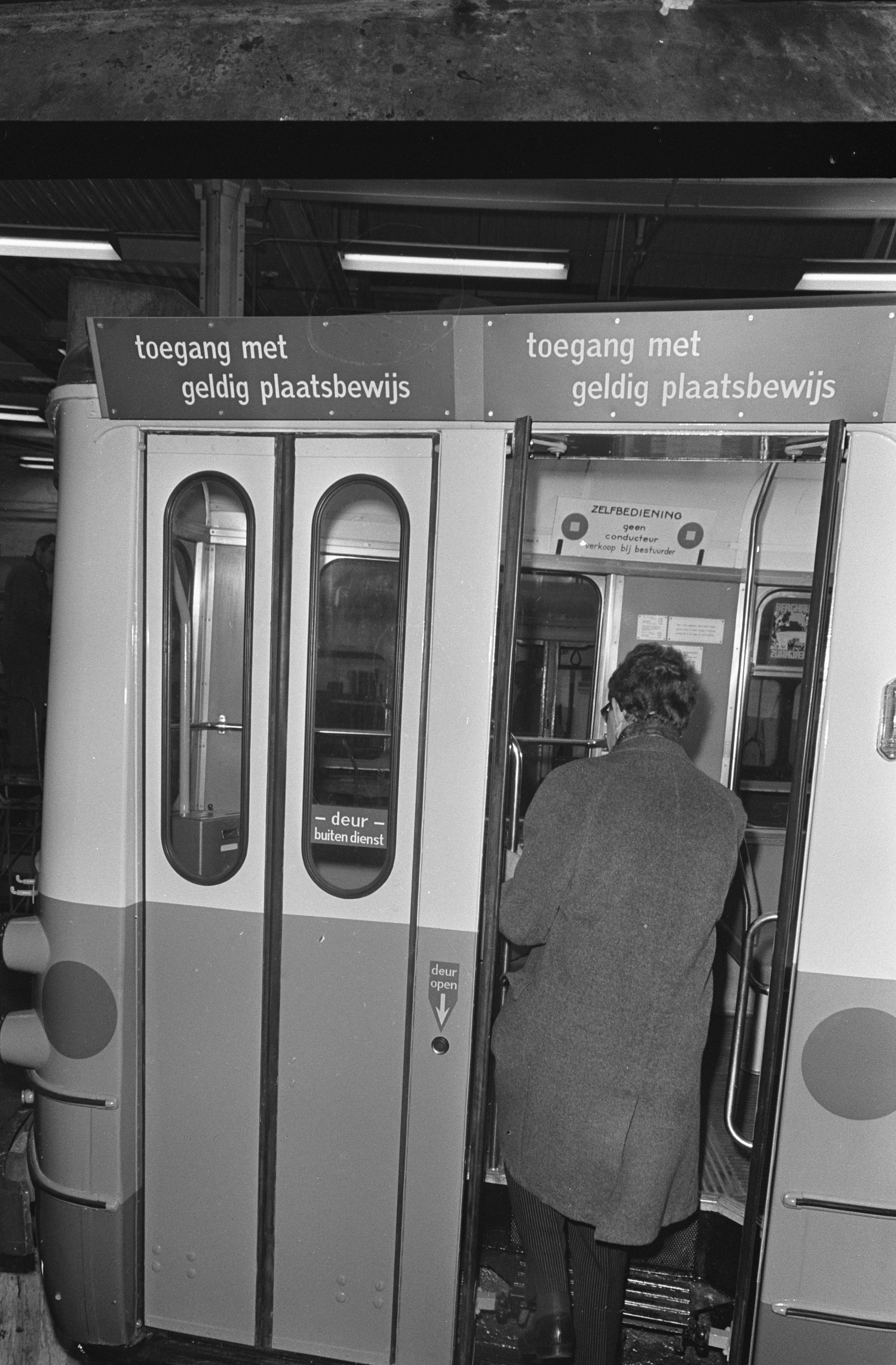
Zelfbedieningstram

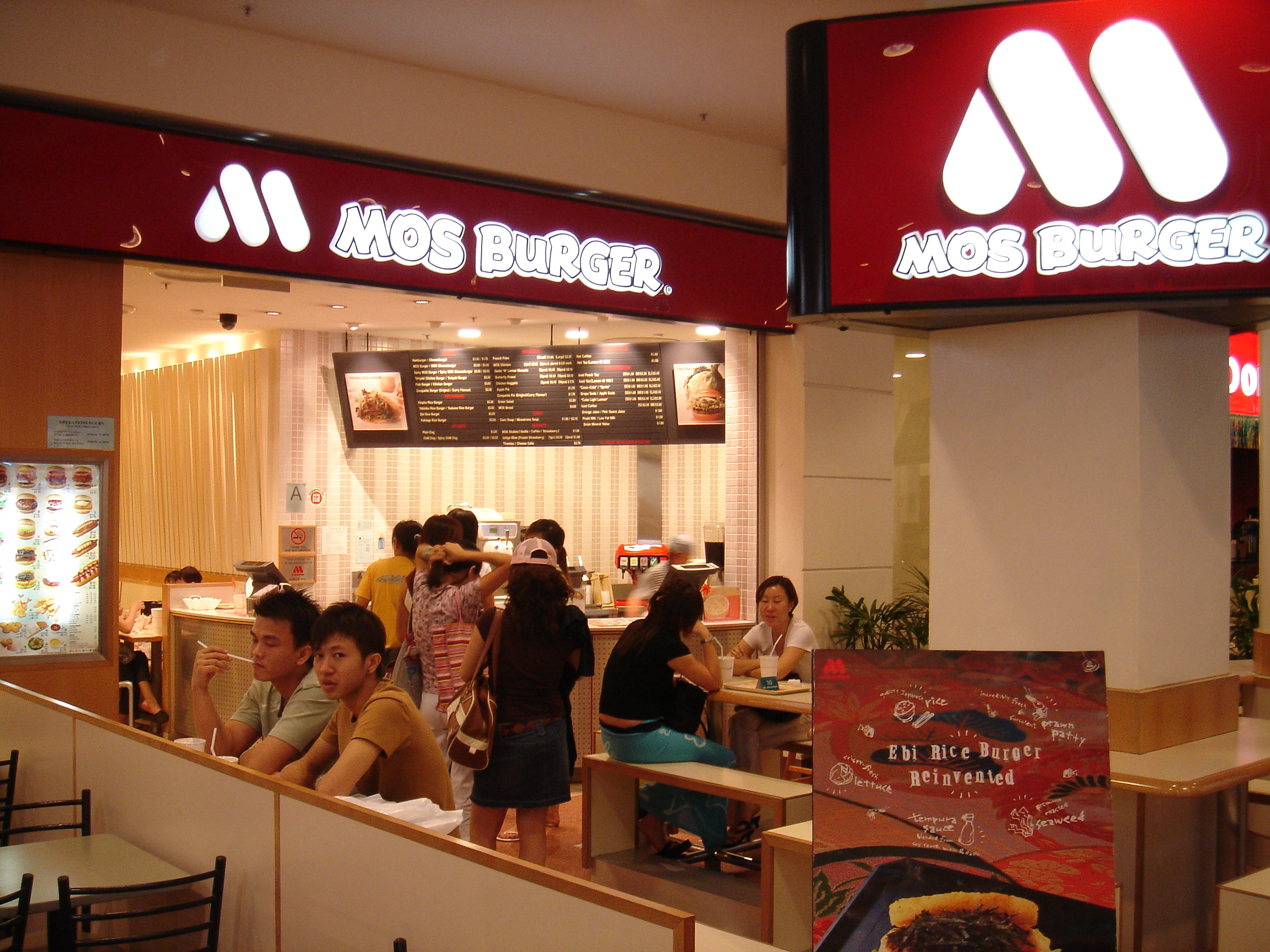
Zelfbediening in een hamburgerrestaurant

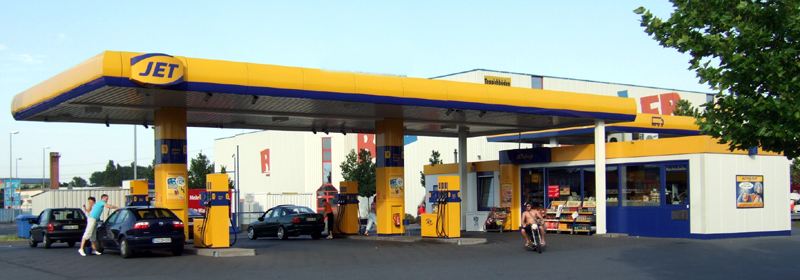
Zelfbediening aan een tankstation

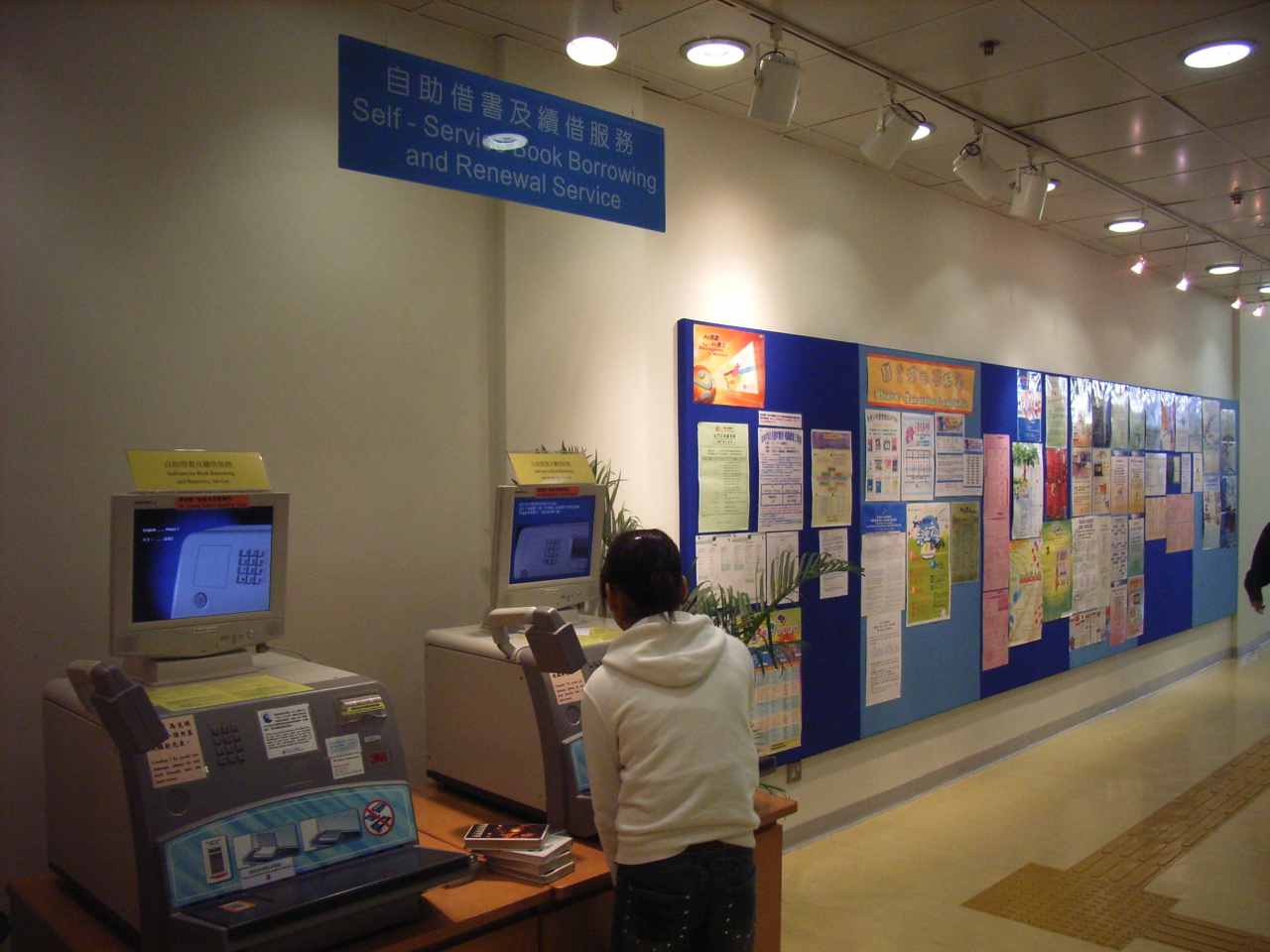
Zelfbedieningsautomaten voor het uitlenen van boeken

Zelfbediening is een formule in de dienstverlening, waarbij een klant zichzelf bedient, waar dit vroeger vaak door personeel werd gedaan. Typische voorbeelden zijn tankstations, warenhuizen of zelfbedieningsrestaurants. Vaak is nog personeel aanwezig voor ondersteunende taken, het afrekenen of voor advies.
- Detailhandel, met name supermarkten. Traditioneel heeft een winkel een toonbank, waarachter de meeste spullen opgeborgen zijn. Een winkelbediende pakt de waren die de klant vraagt, weegt ze eventueel af en rekent uiteindelijk af. Slechts enkele artikelen kunnen door de klant zelf gepakt worden. In een zelfbedieningswinkel dient men alles zelf uit te zoeken, af te wegen, en daarna bij de kassa af te rekenen. Steeds vaker zijn ook het scannen en betalen zelfbediening, bij zelfscankassa's. Een supermarkt is meestal zo ingericht dat men uitsluitend buiten kan komen via de kassa. Zelfbediening gebruikelijk in warenhuizen, winkels bij tankstations e.d., maar daar is de kassa veelal elders opgesteld. Sommige artikelen, onder andere tabak en medicijnen, vallen buiten de zelfbediening.
- Flessenautomaten, geldautomaten, kaartautomaten, verkoopautomaten en andere zelfbedieningsautomaten, waar geen personeel meer aan te pas komt.
- Zelfbedieningsrestaurants, waar men zelf zijn maaltijd gaat kiezen en samenstellen aan een toonbank, in plaats van bediend te worden aan tafel. Nadat de klant heeft afgerekend, brengt hij zijn bord op een dienblad naar een tafeltje. Bij veel restaurants wordt van de klant ook verwacht dat hij de tafel weer schoon achterlaat.
- Toen in Amsterdam en Rotterdam eind jaren zestig begin jaren zeventig op de tram de conducteur werd afgeschaft en men zelf zijn kaartje moest stempelen in een stempelautomaat noemde men de trams zelfbedieningwagens even als bussen met een stempelautomaat.
- Tankstations, waar men zelf tankt, in plaats van dit door een pompbediende te laten doen.
- Bibliotheek, waar men zelf boeken inlevert of ontvangt bij een automaat.
- Gebruik van internet om in te checken voor een vlucht, en zelf de instapkaart af te drukken.
- Grenscontrole door middel van een irisscan.
- Sommige fiets- en voetgangerspontjes kennen zelfbediening waarbij men met behulp van een wiel en kabel of ketting het pontje zelf naar de overkant kan bewegen.

## Voor- en nadelen

### Voordelen
- De consument kan rustig de tijd nemen om te kiezen en hoeft ondertussen geen rekening te houden met wachtenden achter hem
- De consument kan zelfstandig de producten van dichtbij bekijken en vasthouden
- Lagere overheadkosten omdat er minder winkelpersoneel nodig is
- Minder afhankelijkheid van openingstijden (bij automaten)

### Nadelen
- Onpersoonlijk
- Soms weinig mogelijkheden tot het stellen van vragen
- Diefstal komt gemakkelijker voor
- Klanten openen vaak verpakkingen om te zien wat erin zit, en laten de inhoud slingeren. Klanten kiezen een artikel, bedenken zich even later en laten het artikel op een willekeurige plaats in de winkel achter.